# Maret Sturedotter Kjellberg

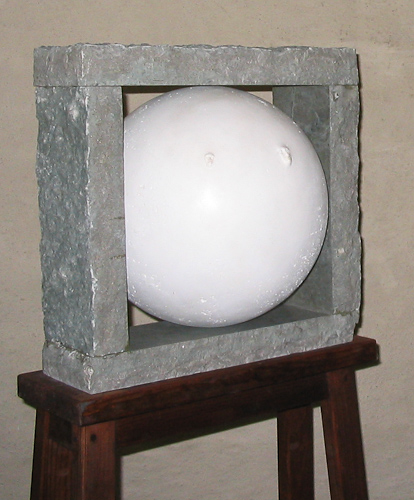
Maldik i Rogslösa kyrka.

Maret Sturedotter Kjellberg, född 1950, är en svensk illustratör och skulptör.
Maret Kjellberg utbildade sig på Beckmans designhögskola i Stockholm och skulpterar i sten, trä och gips. 

## Offentliga verk i urval
- Borgsten, skulptur vid Borghamns vändplan
- Maldik, skulptur i Rogslösa kyrka